# 池田博文
池田 博文（いけだ ひろふみ）は、江戸時代後期の岡山藩執政、大参事。通称は隼人。号は聴涛斎。建部池田家（森寺池田家）13代当主。

## 略歴
文政6年（1824年）、岡山藩家老池田博忠の嫡男として岡山に誕生。初名は忠彦。安政3年（1856年）8月、父博忠の隠居により家督相続。
万延元年（1860年）家臣石坂堅壮に命じて岡山内山下に学問所を建設し、西達三郎を招いて家臣の教育に当らせた。文久2年（1862年）11月軍事惣引請となる。慶応2年（1866年）4月、長州藩第二奇兵隊を脱走した立石孫一郎らが、倉敷代官所と備中浅尾陣屋を襲撃する事件が発生（倉敷浅尾騒動）し追討に当たる。5月、追討の対応について、幕閣や藩内から批判が出たため責任者として隠居蟄居処分となり、家督を養子の博愛に譲る。明治2年（1872年）岡山藩執政となる。明治3年（1873年）岡山藩大参事となる。
明治8年（1875年）没。実子の池田雄太郎は慶応元年（1865年）に誕生。明治36年（1903年）に分家し、明治41年 （1908年）没している。

## 系譜
- 父：池田博忠（1803-1862）
- 母：不詳
- 室：不詳
  - 男子：雄太郎（1865-1908）
- 養子
  - 男子：池田博愛（1852-1927） - 男爵、池田靫負佑賢の長男